# Sarcophaga nigriventris
Sarcophaga nigriventris är en tvåvingeart som beskrevs av Johann Wilhelm Meigen 1826. Sarcophaga nigriventris ingår i släktet Sarcophaga och familjen köttflugor.
Artens utbredningsområde är Tyskland. Arten har ej påträffats i Sverige. Inga underarter finns listade i Catalogue of Life.